# Yaniv
Yaniv (Hebräisch: יניב) ist ein traditionelles Kartenspiel aus Israel. Es wird mit einem 54er Kartendeck (52 mit zwei Jokern) gespielt. Das Spiel stellt eine Mischung zwischen Varianten von Mau Mau und Rommé dar.

## Geschichte
Zur Herkunft gibt es mehrere Legenden, die allesamt nicht belegt sind. Eine berichtet von zwei israelischen Reisenden mit den Namen Yaniv und Assaf. Eine andere Geschichte wird über einen israelischen Soldaten erzählt mit dem Namen Yaniv Benbenishti der das Spiel während des Aufenthalts in einem israelischen Armeegefängnis erfunden haben soll. Das Spiel ist als „Yanif“ in Nordamerika verbreitet. In Europa ist das Spiel auch bekannt als das Israeli traveling card game. Zum Spiel gibt es mehrere Versionen mit Varianten. Dalya und V69 sind zwei bekannt gewordene.

## Regeln

### Ziel
Das Ziel des Spiels ist es, möglichst wenige Punkte zu erhalten. Um null Punkte zu bekommen, muss man in einer Runde 7 oder weniger Punkte, die sich aus der Summe der Karten ergeben, haben. (Varianten: 5 Punkte, oder so viele Punkte, wie die Anzahl der Karten ist, mit welchen gestartet wird, oder weniger).
In jeder Runde wird dem oder den Rundengewinnern keine Punkte auf das jeweilige Punktekonto geschrieben. Die anderen Mitspieler bekommen so viele Punkte aufgeschrieben, wie die Summe ihrer Karten auf der Hand bei Spielende (Yaniv) ergibt.
Die Bildkarten (Bube, Dame, König) zählen dabei zehn Punkte, die Karten von 2-10 ihren jeweiligen Wert, das Ass zählt einen Punkt und der Joker zählt null Punkte. Eventuell gibt es besondere Zusatzpunkte, wenn „Assaf“ gesagt wurde.
Austeilen der Karten
Jeder Spieler erhält 5 Karten. Die übrigen Karten werden umgedreht auf dem Tisch gestapelt. Das Spiel ist aufgeteilt in Runden. Die Punkte werden jeweils nach einer Runde aufgeschrieben. Das Ziel ist hier, die wenigsten Punkte zu erhalten. Es ist schlechte Etiquette die Karten anzusehen, bevor jeder seine Karten erhalten hat.

### Ein Zug
Jeder Spieler muss wenn er am Zug ist
- Entweder „Yaniv“ sagen (damit ist die Runde beendet, es kann „Assaf“ gesagt werden, soweit jemand weniger Punkte auf seiner Hand hat, als derjenige der „Yaniv“ ausgerufen hat. Bedingung zum Ausrufen von „Yaniv“ ist es, 7 oder weniger Punkte auf der Hand zu haben)
- oder: (Schritt 1 und 2; 1 Werfen – 2 Nehmen)
  1. Eine oder mehrere Karten abwerfen. Beim Abwurf von mehreren Karten: gilt die Bedingung, entweder eine Reihe von mindestens 3 aufeinanderfolgenden Karten derselben Farbe (also beispielsweise Karo, Herz, Pik oder Kreuz: B-D-K oder 9-10-B usf.) oder Paare/Drillinge oder Vierlinge desselben Kartenwerts (beispielsweise 2x B, 2x 10, 3x9 etc.) Mehrere Karten abzuwerfen ist die Möglichkeit, die Anzahl der Karten auf der Hand zu verringern.
  2. Nachdem man eine Karte oder mehrere Karten abgeworfen hat, muss man entweder eine Karte vom Deck nehmen oder eine Karte von den Karten, die ein Spieler vorher abgeworfen hat. Hat er mehrere abgeworfen darf nur eine der äußeren Karten aufgenommen werden. Ausnahme: Wenn zuvor ein Joker mit abgespielt wurde, etwa um eine Reihe zu bilden, dann kann der Spieler in seinem Zug, nach demjenigen, der den Joker geworfen hat, den Joker mit derjenigen Karte austauschen, für die der Joker einsteht – falls er etwa in der Mitte der Reihe liegt. Es darf in jedem Fall nur eine Karte genommen werden, auch wenn zuvor mehrere abgeworfen wurden oder man selbst mehrere abgeworfen hat. Ein Spieler muss zuerst eine Karte abwerfen und erst dann eine andere aufnehmen.

## Yaniv – Assaf
Die Runde geht im Uhrzeigersinn so lange weiter bis ein Spieler „Yaniv“ sagt.

Ein Spieler kann nur „Yaniv“ sagen (muss es jedoch nicht!), wenn die Summe der Punkte der Karten auf seiner Hand gleich Sieben oder weniger ergibt. Wenn „Yaniv“ gesagt wird, zeigen alle Spieler ihre Karten. Der Spieler mit der geringsten Summe ist der Rundengewinner und bekommt 0 Punkte zu seinen bisherigen Punkten auf sein Punktekonto addiert.
Hat ein Spieler im Vergleich zu demjenigen der „Yaniv“ gesagt hat, die gleiche Summe an Punkten oder eine geringere Summe auf seiner Hand hat, kann dieser Spieler „Assaf“ sagen.
Wenn mehr als ein Spieler „Assaf“ sagen kann, so ist der Spieler mit der geringsten Summe der Rundengewinner und bekommt 0 Punkte oder bei Punktegleichstand der, der als letzter „Assaf“ gesagt hat.
Wenn der Spieler, der „Yaniv“ sagte, nicht der Gewinner ist, weil seine Hand von einem anderen Spieler unterboten wurde, bekommt er zu den Punkten auf seiner Hand Strafpunkte. Entweder er erhält 30 Strafpunkte zusätzlich zu den Punkten auf der Hand oder falls es mehrere „Assafs“ gab, dann pro Spieler, der ihn unterboten hat, 20 Strafpunkte zusätzlich.
Zählen
- Alle Rundengewinner bekommen 0 Punkte.
- Die übrigen Spieler bekommen die Punkte, die sie auf der Hand haben.
- Wenn „Assaf“ gesagt wird von einem Spieler, dann bekommt derjenige, der „Yaniv“ gesagt hat, zu seinen Punkten auf der Hand extra 30 Punkte angeschrieben. Wenn mehr als ein Spieler „Assaf“ sagte, dann bekommt derjenige, der „Yaniv“ sagte, 20 Punkte extra, für jeden Spieler, der Assaf gesagt hat.
- Variante: Manche mögen mit der zusätzlichen Regel spielen, dass wenn ein Spieler auf 50 /100 oder 150 Punkte kommt, die Punkte auf seinem Punktekonto durch die Punktlandung halbiert werden.

## Gewinn des Spiels
Es werden solange Runden gespielt bis (2 Varianten):
- Ein vorher festgelegtes Limit an Punkten erreicht wurde. Wenn ein Spieler dieses Limit überschritten hat, endet das Spiel und derjenige mit den wenigsten Punkten hat gewonnen.
- Es wird ein Limit gesetzt. Wenn jemand dieses überschreitet, verlässt er das Spiel. Üblich ist ein Limit von 200 Punkten.